# Anton Ludwig Ernst Trutschel
Anton Ludwig Ernst Trutschel (* 27. Juli 1787 in Gräfinau bei Stadtilm, Fürstentum Schwarzburg-Rudolstadt; † 12. Januar 1869 in Rostock) war ein deutscher Organist und Komponist.

## Leben

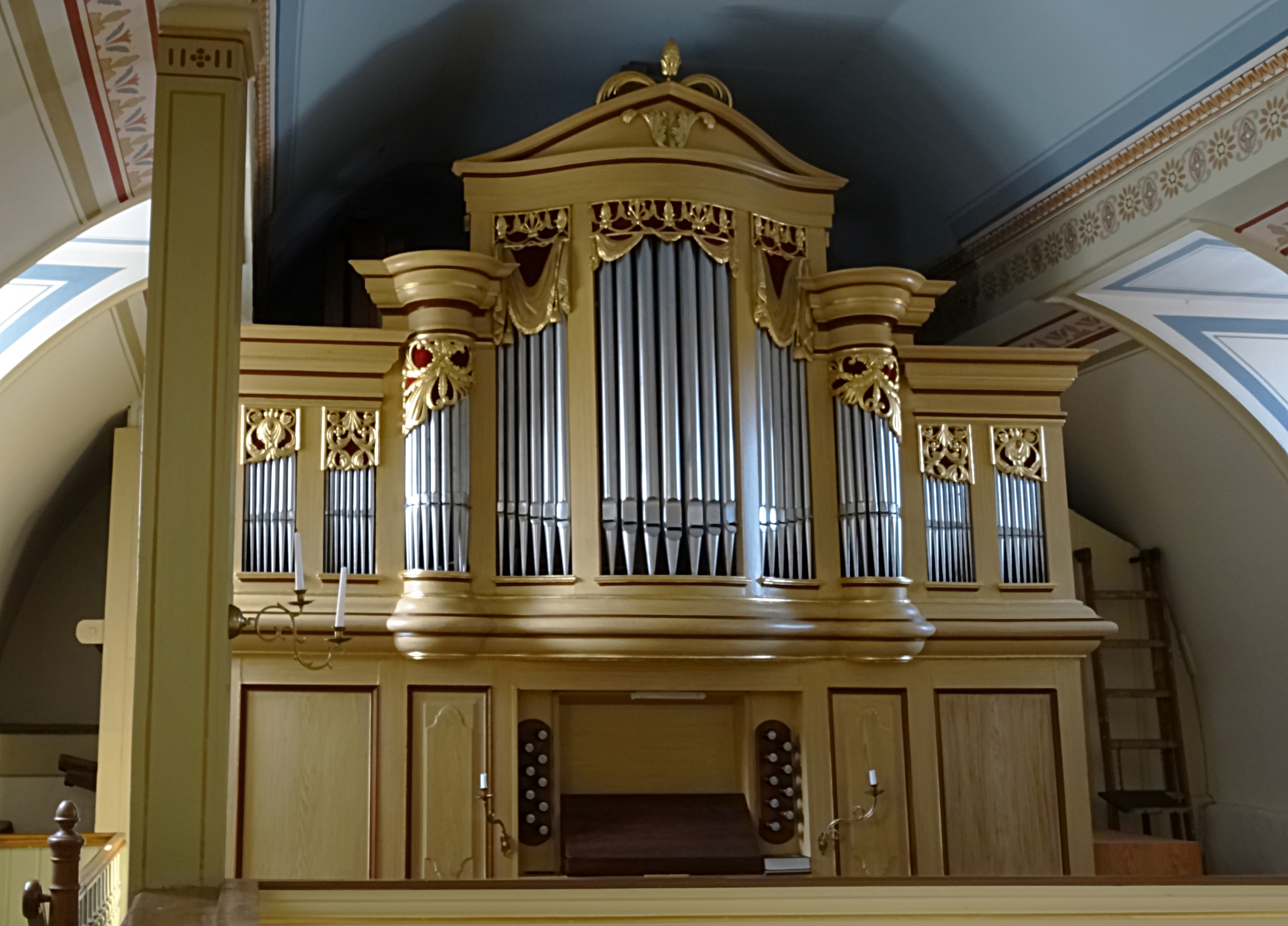
Orgel in Wümbach

A. L. E. Trutschel war der jüngste von sieben Geschwistern. Schon als Kind zeigte er eine außergewöhnlich musikalische Begabung. Sein Schwager, der Kantor und Organist Kreubel im nahegelegenen Wümbach nahm ihn zu sich und unterrichtete ihn. Schon als Zehnjähriger vertrat er ihn beim Orgelspiel.
1809 zog er nach Rostock. Hier wirkte er zunächst als Pianist. Bald wurde er sehr bekannt und erhielt viel Anerkennung, so dass er „in der Blütezeit seines Wirkens unbestritten in den musikalischen Kreisen Rostocks die erste Stelle einnahm.“ Neben dem Klavier spielte er Violine, mitunter auch Harfe, organisierte Kammerkonzerte und hatte als Musiklehrer einen großen Schülerkreis. 1823 wurde er zum Organisten der Jakobikirche berufen. 1851 sorgte er für Umbau und Erweiterung ihrer Orgel durch Friedrich Wilhelm Winzer. Neben den Gottesdiensten und Amtshandlungen spielte er zahlreiche Orgelkonzerte.
Als er Anfang 1869 im hohen Alter von fast 82 Jahren starb, galt er als der „Nestor unter den Tonkünstlern Mecklenburgs“.
Er war verheiratet mit Luise, geb. Winter. Zwei Söhne des Paares wurden Musikalienhändler: Ludwig  (1826–1904) gründete 1857 in Rostock die Musikalienhandlung Ludwig Trutschel, Neuer Markt 18; Anton (1832–1895), der am Konservatorium Leipzig bei Ignaz Moscheles studiert hatte, führte eine Musikalien- und Klavierhandlung in Schwerin. Von 1868 bis 1883 war er zugleich großherzoglicher Hoforganist an der Schlosskirche Schwerin. Beide waren Hoflieferanten.

## Werke
Von seinen Kompositionen sind im Druck erschienen:

### Für Pianoforte zu zwei Händen
- Op. 1. Introduction et Variations sur un Theme favori (Liebes Mädchen, hör' mir zu) de Mozart.
- Op. 2. Introduction et Variation
- Op. 3. Sonate in A-moll
- Op. 4. Fantaisie brillante, six grandes Valses
- Op. 5. Fantaisie en Forme de Variations sur un Theme favori (Wir winden dir den Jungfernkranz) de l’Opera Der Freischütz de Weber

### Für Pianoforte in vier Händen
- Op. 8. Grande Sonate in Es (der Grossherzogin Alesandrine von Mecklenburg-Schwerin gewidmet).

### Für die Orgel
- Op. 9. Vorspiele zum Gebrauch heim öffentlichen Gottesdienst
- Op. 10. Orgelstücke zum Gebrauch beim öffentlichen Gottesdienst
- Op. 11. Zwölf Nachspiele, mit und ohne Pedal zu spielen
- Op. 14. Vorspiele über die gebräuchlichsten Melodien der evangelischen Kirche
- Op. 17. Phantasie als Nachspiel in C-dur
- Op. 18. Choralvorspiele zum Gebrauche beim öffentlichen Gottesdienst
- Op. 19. Phantasie in F-dur
- Op. 20. Phantasie in G-moll
- Op. 21. Phantasie in E-dur
- Op. 30. Einleitung und Doppelfuge in D-dur für drei Manuale und Pedal (1865)

Davon wurden Op. 14 und 18, die dem Großherzog von Mecklenburg-Schwerin gewidmet waren, auf dessen Befehl als Unterrichtsmaterial im Mecklenburgischen Seminar für Dorfschullehrer, die zugleich Organisten waren, eingeführt.
Die Mehrzahl seiner größeren Kompositionen blieb unveröffentlicht. Daz zählten
- drei Ouvertüren in C-dur, Es-dur, F-dur für Orchester (auch für Pianoforte vierhändig arrangiert)
- Quartett in C-dur für Streichinstrumente (auch für Pianoforte vierhändig arrangiert)
- drei Quartette in D-dur, Es-dur, A-moll für Pianoforle, Violine, Bratsche und Violoncello
- Große Sonate in F-dur für Pianoforte und Violine oder Flöte oder Klarinette
- Phantasie in Es-dur für Pianoforte und Klarinette (auch übertragen für Oboe, für Violine, für Violoncello)
- Rondo in Es-dur für Pianoforle und Violine
- Sonaten für Pianoforte
- vierstimmige Gesänge für zwei Soprane, Tenor und Bass mit Pianoforte
- Männerchöre
- Lieder für eine Singstimme mit Pianoforte
- für die Orgel eine Anzahl Trios, Phantasien, Fugen und Doppel-Fugen, darunter 24 große Phantasien in allen Dur- und Moll-Tonarten, denen teilweise Choral-Melodien zu Grunde gelegt sind.